# The Point
The Point är Sveriges näst högsta kontorsbyggnad belägen i Hyllievång i södra Malmö. Skyskrapan är en del av komplexet Point Hyllie som ligger i direktanslutning till Hyllie station, köpcentret Emporia och Malmö Arena. The Point är 110 meter hög och är därmed Malmös, Sveriges och även Nordens näst högsta kontorsfastighet.
The Point är ritat av Arkitektfirmaet C.F. Møller som vann en tävling om att få rita byggnaden 2007. Byggnaden påbörjades sommaren 2017 och stod klar våren 2019 med inflyttning år 2020.  Bakom uppförandet stod PEAB.